# Althepus tanhuang
Espèce
Althepus tanhuang est une espèce d'araignées aranéomorphes de la famille des Psilodercidae.

## Distribution
Cette espèce est endémique de la province de Rayong en Thaïlande,. Elle se rencontre vers Kongdin.

## Description
Le mâle holotype mesure 1,35 mm et la femelle paratype 4,36 mm.

## Publication originale
- Li, Liu, Wongprom & Li, 2018 : Sixteen new species of the spider genus Althepus Thorell, 1898 (Araneae: Ochyroceratidae) from Southeast Asia. Zootaxa, no 4471(3), p. 401-445.